# Тринадцять причин чому
«Тринадцять причин чому» (англ. Thirteen Reasons Why) — підлітковий роман американського письменника Джея Ашера, присвячений темі підліткового самогубства. Книга стала найкращим бестселером за версією New York Times у 2011 році. За мотивами книги у 2017 компанія Netflix почала зйомки серіалу «13 причин чому».

## Історія
Автор звернувся до теми суїциду після того, як член його родини намагався накласти на себе руки. Багато подій, що описані у книзі, основані на реальних історіях, які зібрав Ашер, опитуючи жінок.
Автор спочатку хотів назвати книгу «Дюжина Бейкер: автобіографія Ханни Бейкер», натякаючи на цифру 13.
Персонажі книги названі з підтекстом. Наприклад, Ханна (англ. Hannah) — це паліндром, що символізує дві сторони касети. А Клей (англ. Clay, з англійської «глина») показує, що його бачення світу на початку книги пластичні і він їх «обпікає» (прізвище Ханни, англ. Baker, з англійської — Пекар).

## Сюжет
Старшокласник Клей Дженсен знаходить коробку з касетами, на яких записаний голос його однокласниці Ханни Бейкер, що покінчила життя самогубством. На касетах вона пояснює 13 причин, що підштовхнули її до суїциду. Касети вже прослухали інші персонажі, і Клей намагається зрозуміти, що ж насправді відбулося.
Причина 1.  Однокласник Джастін запросив Ханну на побачення, на якому вони поцілувалися. Проте Джастін розповів друзям, що відбулося значно більше, ніж цілунок, після чого у школі Ханна мала репутацію «шльондри».
Причина 2. Друг Ханни, Алекс, склав список «найгарячіших» дівчат класу, поставивши Ханні титул «найкраща дупа», чим затвердив погану репутацію Ханни.
Причина 3. Подруга Ханни, Джесіка, дала їй ляпаса через конфлікт навколо стосунків з Алексом.
Причина 4. Шкільний фотограф Тейлор потаємно робив фотографії Ханни. Намагаючись зловити папараці, Ханна і її знайома Кортні влаштували засідку. Під час засідки обоє напилися і почали цілуватися. Їхня оголена фотографія потрапила в інтернет. Хоч на світлині не видно облич, однокласники вирішили, що це Ханна Бейкер.
Причина 5. Кортні, з якою Ханна хотіла дружити, звела наклеп на неї, щоб ніхто не дізнався, що на опублікованій світлині вони цілуються.
Причина 6. Маркус, повіривши у репутацію Ханни, запропонував їй побачення на день Валентина. Під час побачення він повівся брутально.
Причина 7. Ханна подобалася однокурснику Заку, але він отримав відмову від неї. Щоб помститися, Зак крав записки до Ханни від Клея.
Причина 8. Раян потоваришував з Ханною у клубі поетів. Він анонімно опублікував інтимну поезію Ханни у шкільному журналі. Проте однокурсники здогадалися, чий це вірш.
Причина 9. Під час вечірки у домі Джесіки, її хлопець Джастін напоїв її та дозволив капітану шкільної команди Брюсу зґвалтувати її.
Причина 10. Дівчина Джені (Шеррі в екранізації) по дорозі додому з вечірки збила дорожній знак, через який трапилася аварія, у якій загинув хлопець з їхньої школи.
Причина 11. На цій касеті Ханна описує свої стосунки з Клеєм (головний герой) і вважає, що той був боягузом, бо не освідчився їй у коханні.
Причина 12. На іншій вечірці Ханну зґвалтував Брюс.
Причина 13. Ханна прийшла до шкільного психолога містера Портера і намагалася пояснити йому ситуацію, проте він їй не допоміг.
Книга закінчується тим, що Клей запрошує на побачення однокурсницю Скай, яку він теж підозрює в суїцидальних настроях.

## Критика
Через збільшення кількості самогубств серед підлітків книгу вилучили з бібліотек у штаті Колорадо.

## Український переклад
У 2016 році у видавництві «КМ-Букс» вийшов український переклад М. Торяника «13 причин чому».

## Екранізація
2017 року компанія Netflix зняла серіал на 13 серій «Thirteen Reasons Why». Він викликав широку дискусію серед суспільства, оскільки показував багато негативних сторін життя молоді — секс, алкоголь, наркотики, насильство.